# Майкл Нанн
Майкл Нанн (англ. Michael Nunn; 14 квітня 1963, Давенпорт) — американський професійний боксер, чемпіон світу за версіями IBF (1988-1991) у середній вазі та WBA (1992-1994) у другій середній вазі.

## Аматорська кар'єра
Не потрапив на Олімпійські ігри 1984, поступившись місцем у збірній США Вірджилу Гіллу.

## Професіональна кар'єра
Дебютував на профірингу у грудні 1984 року. Маючи рекорд 30-0, 28 липня 1988 року вийшов на бій проти чемпіона світу за версією IBF у середній вазі Френка Тейта (США) і здобув перемогу технічним нокаутом в дев'ятому раунді.
В першому захисті нокаутував у восьмому раунді Хуана Ролдана (Аргентина), відправивши його на пенсію. 25 березня 1989 року у першому раунді першим ударом нокаутував Сумбу Каламбая (Італія). Бій отримав звання нокаут року за версією журналу «Ринг». Два наступних боя Нанн виграв за очками у співвітчизників Айрена Барклі і Марлона Старлінга. 18 жовтня 1990 року зустрівся в бою з Дональдом Каррі (США) і нокаутував його в десятому раунді.
10 травня 1991 року відбувся бій між Майклом Нанном і Джеймсом Тоні (США). Нанн втратив титул IBF, зазнавши поразки технічним нокаутом в одинадцятому раунді.
Здобувши одну перемогу у другій середній вазі, 12 вересня 1992 року Нанн вийшов на бій проти чемпіона світу за версією WBA у другій середній вазі Віктора Кордоби (Панама) і здобув перемогу розділеним рішенням суддів. 30 січня 1993 року між Нанном і Кордобою відбувся реванш, і американець знов виграв одностайним рішенням суддів. Впродовж 1993 року Нанн провів ще три переможних боя, а 26 лютого 1994 року зазнав поразки розділеним рішенням від співвітчизника Стіва Літтла.
Здобувши одну перемогу, 17 грудня 1994 року Нанн вийшов на бій проти нового чемпіона світу за версією WBA Френкі Лайлса, який відібрав звання чемпіона у Стіва Літтла. Поєдинок завершився перемогою Лайлса одностайним рішенням.
Здобувши дев'ять перемог поспіль, 21 березня 1998 року Нанн вийшов на бій за вакантний титул чемпіона світу WBC у напівважкій вазі проти Граціано Роккіджані (Німеччина) і програв розділеним рішенням.